# Guernsey
För andra betydelser, se Guernsey (olika betydelser).
Guernsey (franska Guernesey), engelskt uttal: [ˈgɜ:nzi], är en av Kanalöarna mellan Storbritannien och Frankrike, strax utanför Normandies kust. Guernsey är till yta och folkmängd den näst största av Kanalöarna, efter Jersey. Huvudstad är St. Peter Port.
Guernsey är ett självstyrande fögderi (bailiwick), som lyder direkt under den brittiska monarken, kronbesittning (Crown Dependency) och ingår inte i det Förenade konungariket Storbritannien och Nordirland. I The Bailiwick of Guernsey ingår förutom huvudön Guernsey även öarna Alderney, Sark, Herm och ett antal mindre öar. 
Fögderiet Guernseys politiska och judiciella struktur är komplex, men administrativt lyder hela området under en fogde (bailiff) som presidierar över en lagstiftande församling (States of Guernsey) och en kunglig hovdomstol (Royal Court). Monarken företräds personligen av en guvernör (lieutenant governor), vilken i praktiken endast har en ceremoniell roll.
Öarna Alderney och Sark ingår visserligen i fögderiet, men är i förhållande till Guernsey sina egna underlydande småstater med omfattande självstyre. Alderney har sin egen lagstiftande församling (States of Alderney) och rättsväsende. Sark har en egen lagstiftande församling (Chief Pleas) och domstol under öns feodalherre (Seigneur).
Även Herm åtnjuter i teorin självstyre från Guernsey, men eftersom den lagstiftande församlingen sedan mitten av 1900-talet är ägare till ön, är detta självstyre i praktiken satt ur spel. Herm köptes efter andra världskriget för att tjäna som naturpark och är den minsta av Kanalöarna som är öppen för allmänheten. Även Lihou och Jethou har köpts eller hyrts in från den brittiska kronan efter andra världskriget. Småöarna Burhou och Brechou är underlydande till Alderney respektive Sark.
Från 1940 till 1945 var Guernsey, liksom de övriga Kanalöarna, ockuperat av tyskarna. Kanalöarna var det enda brittiska territorium som Nazityskland lyckades besätta under andra världskriget.
Victor Hugo tillbringade många år i exil på Guernsey och skrev färdigt Samhällets olycksbarn (Les miserables) där 1862.
Sedan den 1 oktober 1969 har Guernsey egna frimärken.

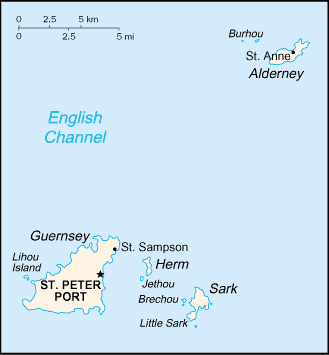
Guernsey